# Galovići
Galovići es un pueblo ubicado en la municipalidad de Kosjerić, en el distrito de Zlatibor, Serbia.

## Superficie
Posee una superficie de 8,335 kilómetros cuadrados.

## Demografía
Hasta 2011 la población era de 209 habitantes, con una densidad de población de 25,08 habitantes por kilómetro cuadrado.